# Harald Hansen
Harald Hansen (Copenaghen, 14 marzo 1884 – Aarhus, 10 maggio 1927) è stato un calciatore danese. Ha giocato sette partite per la nazionale di calcio della Danimarca, e ha vinto due medaglie d'argento nei giochi olimpici del 1908 e 1912.

## Carriera

### Club
Ha giocato la sua intera carriera con il Boldklubben af 1893, con cui ha vinto un campionato nel 1916.

### Nazionale
Hansen ha preso parte alla prima partita ufficiale della nazionale danese, giocato ai giochi del 1908. Ha giocato tutte e tre le partite della Danimarca al torneo, dove ha vinto la medaglia d'argento. Quattro anni più tardi, ha di nuovo giocato tutte e tre le partite del torneo. Nella semifinale contro i Paesi Bassi, ha segnato un autogol, la sua squadra però ha vinto comunque 4-1. Come nel 1908, la Danimarca ha incontrato nuovamente la Gran Bretagna in finale, e ancora una volta hanno vinto la medaglia d'argento. Hansen ha concluso la sua carriera nazionale dopo Olimpiadi del 1912, dopo aver giocato sette partite nella nazionale.

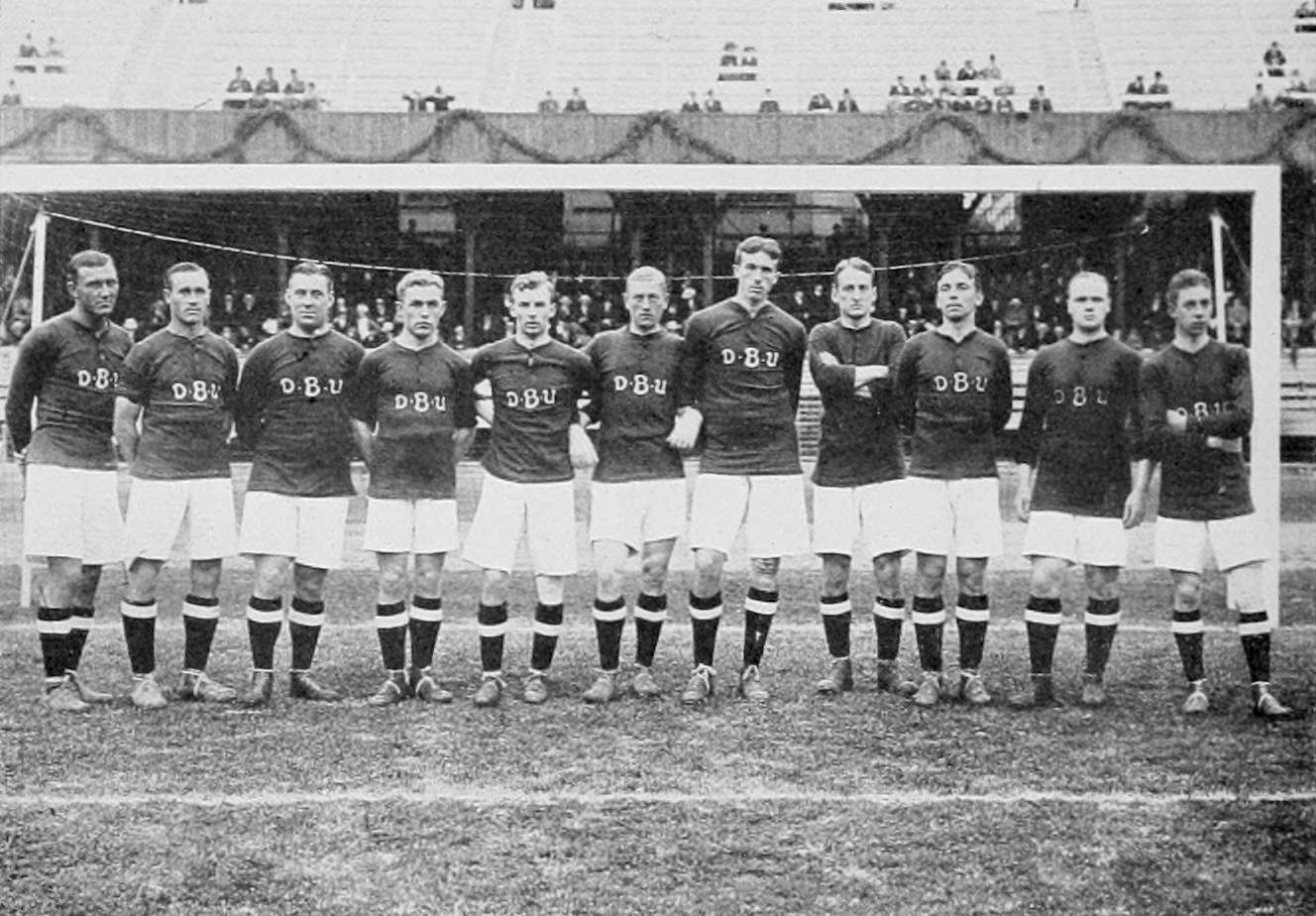
La nazionale danese vincitrice della medaglia d'argento nel 1912. Da sinistra: Anton Olsen, Sophus "Krølben" Nielsen, Harald Hansen, Paul Berth, Poul Nielsen, Sophus Hansen, Nils Middelboe, Charles Buchwald, Oskar Nørland, Emil Jørgensen, Vilhelm Wolfhagen.

## Palmarès

### Club
- Campionato danese: 1

Boldklubben af 1893: 1915-1916

### Nazionale
- Argento olimpico: 2

Londra 1908, Stoccolma 1912